# Scott Borchetta
Scott Borchetta (nacido el 3 de julio de 1962) 
fundador de Big Machine Label Group. Inició la discográfica en 2005 con 13 empleados, como su presidente/director general, y en la actualidad engloba cuatro sellos: Big Machine Records, BMLG Records, The Valory Music Co. y Nash Icon Records. En 2015, se convirtió en el nuevo mentor interno de American Idol para las temporadas 14 y 15 del programa. También es piloto de carreras de automóviles deportivos en las Series Trans-Am y propietario del equipo de la Serie Xfinity de NASCAR Big Machine Racing Team.
Antes de Big Machine, Borchetta fue piloto de carreras y ejecutivo de las divisiones de Nashville de DreamWorks Records y MCA Records, así como de MTM Records.

## Primeros años
Borchetta nació en Burbank, California, de padres Shari y Mike Borchetta. Creció en el Valle de San Fernando, en el sur de California, en la década de 1970. Su padre, Mike Borchetta, trabajó en la promoción de discos para varias discográficas de Los Ángeles, como Capitol Records, RCA Records y Mercury Records. En 1978, cuando Borchetta tenía 16 años, su padre se trasladó a Nashville para crear su propia empresa independiente de promoción discográfica.  

## Carrera

### Carrera temprana
Interesado en la vida más allá de Los Ángeles, Borchetta comenzó a perseguir su amor por la música. Tras tocar en varias bandas de rock, dejó California y se trasladó a Nashville con su padre. Allí, Borchetta tocaba el bajo en una banda de country y pasaba los días trabajando en la sala de correos de su padre promocionando singles de country. Después de 8 meses en la carretera, dejó su banda ya que no estaban teniendo éxito. Mientras trabajaba con su padre, Borchetta aprendió mucho sobre la industria musical y su funcionamiento, y utilizó estos conocimientos para buscar trabajo en sellos discográficos. En 1985, consiguió un trabajo en MTM Records, donde permaneció tres años. A continuación, pasó dos años trabajando como promotor independiente antes de trabajar en la promoción y el desarrollo de artistas en varios otros sellos discográficos, como MCA Nashville Records, DreamWorks Nashville y Universal Music Nashville.

### Big Machine Label Group
En 2005, Borchetta tomó la decisión de dejar Universal Music Nashville para fundar su propio sello discográfico independiente, Big Machine Records. A partir de sus experiencias trabajando en varios sellos discográficos, Borchetta se dio cuenta de que no estaba de acuerdo con la forma en que los grandes sellos manejan sus negocios, y sintió que él y su amigo Neil Adams podían manejar su propio sello de manera más eficiente que lo que había visto.
Poco después de fundar la discográfica, Borchetta contrató a su primera artista, la cantautora Taylor Swift (a quien había conocido en 2004) cuando esta tenía 14 años. Swift acabaría convirtiéndose en la artista de mayor éxito de Big Machine y ganaría para la discográfica dos Premios Grammy al Álbum del Año por los álbumes Fearless en los Grammy de 2010 y 1989 en los Premios Grammy de 2016.
El 30 de junio de 2019, Ithaca Holdings, dirigida por Scooter Braun, compró Big Machine Records, y Borchetta se mantuvo como CEO. Esta transacción incluía los másteres de los seis primeros álbumes de Taylor Swift. Swift expresó sus frustraciones en un post de Tumblr, afirmando haber intentado comprar los másteres durante años y describió a Braun como un "matón incesante y manipulador". Swift también afirmó que la lealtad de Borchetta sólo pasaba por los contratos, y que sabía "exactamente lo que estaba haciendo" al hacer este trato con Ithaca Holdings. Swift expresó que estos hombres estaban "controlando a una mujer que no quería ser asociada con ellos". La disputa se intensificó a lo largo del año, y ambas partes afirmaron que se les debían millones de dólares a la otra. Swift acusó a Braun y a Borchetta de impedir que pudiera interpretar sus canciones más antiguas durante los American Music Awards para su premio de Artista de la Década, así como para su documental de Netflix, Miss Americana. El mismo día que Swift publicó en su cuenta de Tumblr, Borchetta se dirigió a Big Machine Records y publicó su propio comunicado. Afirmó haber avisado a Swift a través de un mensaje de texto la noche anterior. "Por cortesía, envié personalmente un mensaje de texto a Taylor a las 21:06 horas del sábado 29 de junio para informarle antes de que la historia saliera a la luz en la mañana del domingo 30 de junio para que se enterara directamente por mí". Continuó diciendo que "Taylor y yo nos mantuvimos en muy buenos términos cuando me dijo que quería hablar con otras compañías discográficas y ver qué había para ella. Nunca me interpuse en su camino y le deseé lo mejor". También mencionó que ella tuvo la oportunidad de ser dueña no sólo de sus grabaciones, sino de todo lo demás. "Taylor tuvo todas las oportunidades del mundo de poseer no sólo sus grabaciones maestras, sino todos los vídeos, fotografías, todo lo relacionado con su carrera. Ella eligió irse".

### Trabajo televisivo
En su 14.ª temporada, Borchetta se convirtió en el mentor principal del reality musical American Idol.
En febrero de 2017, la empresa canadiense de medios de comunicación Bell Media anunció que se había asociado con Borchetta para desarrollar un nuevo formato televisivo internacional que "descubriría, desarrollaría y promovería a las próximas superestrellas musicales de la cultura pop". La nueva serie, The Launch, se estrenó en enero de 2018, con Borchetta como productor ejecutivo.

### Carreras de velocidad
En su juventud, Borchetta compitió en motocross y en carreras de cuarto de milla en el sur de California. Tras un periodo de inactividad mientras se centraba en la música, comenzó a correr con coches de leyenda en 1995 en el Nashville Fairgrounds Speedway como parte de la Summer Legends Shootout Series fundada por el grupo de música country Brooks & Dunn. En 1999, pasó a la NASCAR SuperTruck Weekly Series y ganó tres campeonatos consecutivos de 2003 a 2005, y también corrió en la Valvoline Cup Truck Series. Fue incluido en el Salón de la Fama de Nashville Fairgrounds Speedway en 2020; su jefe de equipo de SuperTruck, James Buttrey, fue consagrado un año después. En marzo de 2021, Borchetta fue nombrado asesor ejecutivo del Salón de la Fama.
Borchetta entabló amistad con el jefe de equipo de la NASCAR, Ray Evernham, durante el rodaje de un episodio de 2014 de la serie de televisión de Evernham, AmeriCarna, y Evernham le invitó a conducir un Chevrolet Corvette de 1972 en la Sportscar Vintage Racing Association. Ganó el campeonato nacional del Grupo 6 de la SVRA en 2020.
En junio de 2020, Borchetta debutó en la clase TA2 de la Trans-Am Series en el Mid-Ohio Sports Car Course. Un año más tarde, cuando Trans-Am se unió a la IndyCar Series en el nuevo Music City Grand Prix de Nashville, Big Machine Records asumió los derechos de denominación del fin de semana mientras Borchetta entraba en el evento de apoyo de Trans-Am.
Big Machine Racing Team, un equipo de la NASCAR Xfinity Series propiedad de Borchetta, comenzó a competir en 2021 con Jade Buford como piloto.